# Isle of Wight Festival

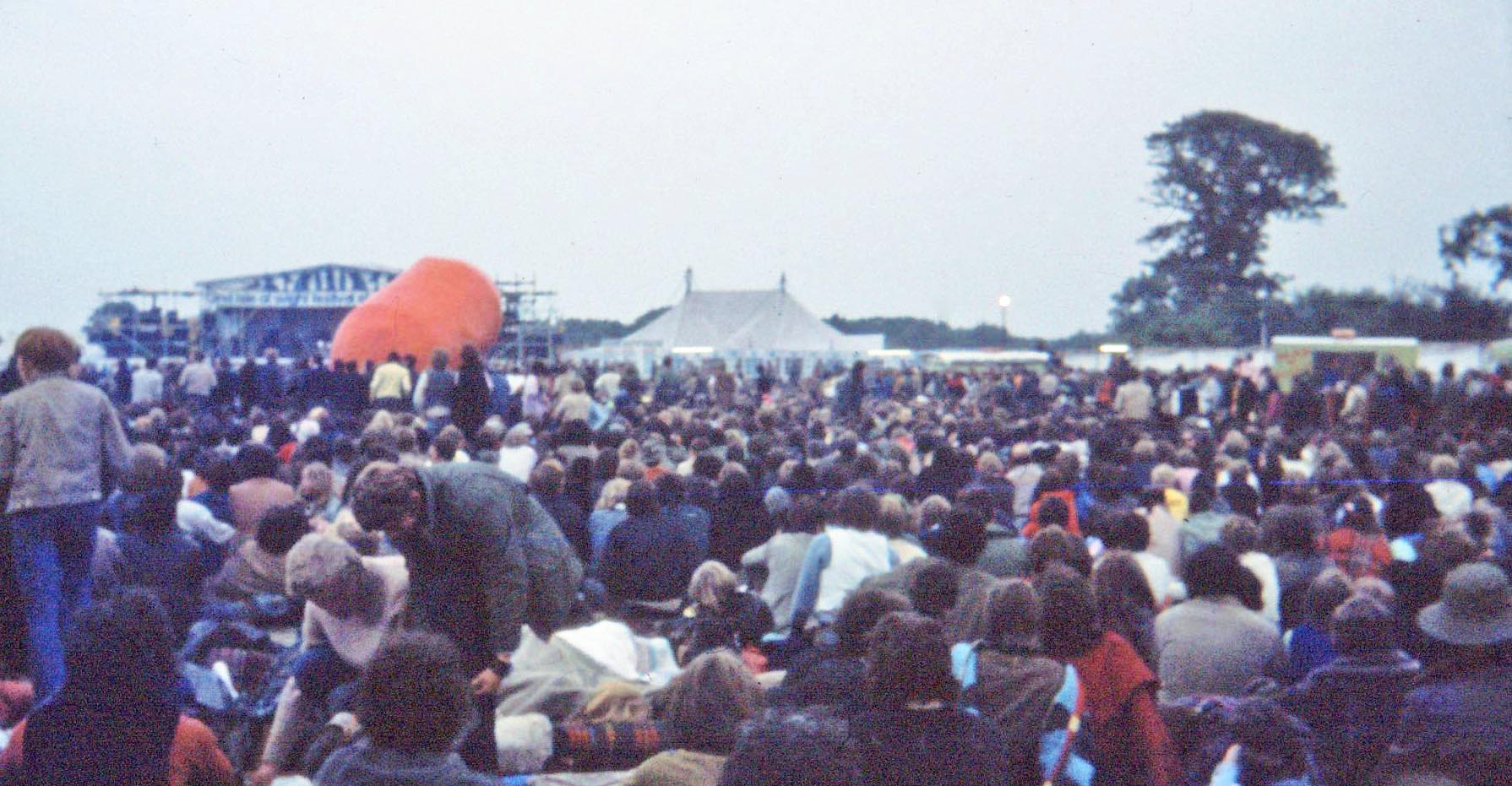
Blick auf die Bühne 1969

Isle of Wight Festival steht für drei Rock-Festivals in den Jahren 1968, 1969 und 1970 – aber auch für eine Reihe neuerer Musik-Veranstaltungen ab dem Jahr 2002. Sie alle fanden auf der dem britischen Festland südlich vorgelagerten Isle of Wight statt. Das Festival des Jahres 1970 ist zweifellos das bekannteste und weitaus größte; seine beiden Vorgänger gerieten darüber fast in Vergessenheit. Das Festival wurde oft als „Europas Woodstock“ bezeichnet.

## Isle of Wight Festival 1968
Das erste Isle of Wight Festival mit etwa 20.000 Besuchern fand am 31. August und 1. September 1968 auf dem Hell Field der Ford Farm bei Godshill auf der Isle of Wight statt. Die Attraktionen waren:
- Apple
- Aynsley Dunbar Retaliation
- Fairport Convention
- Halcyon Order
- Harsh Reality
- Jefferson Airplane
- The Move
- Hunter Muskett
- Orange Bicycle
- Plastic Penny
- The Pretty Things
- Smile
- T. Rex feat. John Peel
- The Crazy World of Arthur Brown

## Isle of Wight Festival 1969
Das zweite Festival am 30. und 31. August 1969 war bereits wesentlich größer als sein Vorgänger. Die Besucherzahl wird mit etwa 150.000 angegeben. Die Liste der Bands und Künstler (in alphabetischer Reihenfolge) ist auch heute noch beeindruckend:
- The Band
- Blodwyn Pig
- Blonde on Blonde
- Bonzo Dog Doo-Dah Band
- Edgar Broughton Band
- Joe Cocker
- Aynsley Dunbar
- Bob Dylan
- Eclection
- Family
- Gary Farr
- Fat Mattress
- Julie Felix
- Free
- Gypsy
- Richie Havens
- Heaven
- Marsha Hunt & White Trash
- Indo Jazz Fusions
- Liverpool Scene
- Mighty Baby
- The Moody Blues
- The Nice
- Tom Paxton
- Pentangle
- The Pretty Things
- Third Ear Band
- The Who

## Isle of Wight Festival 1970

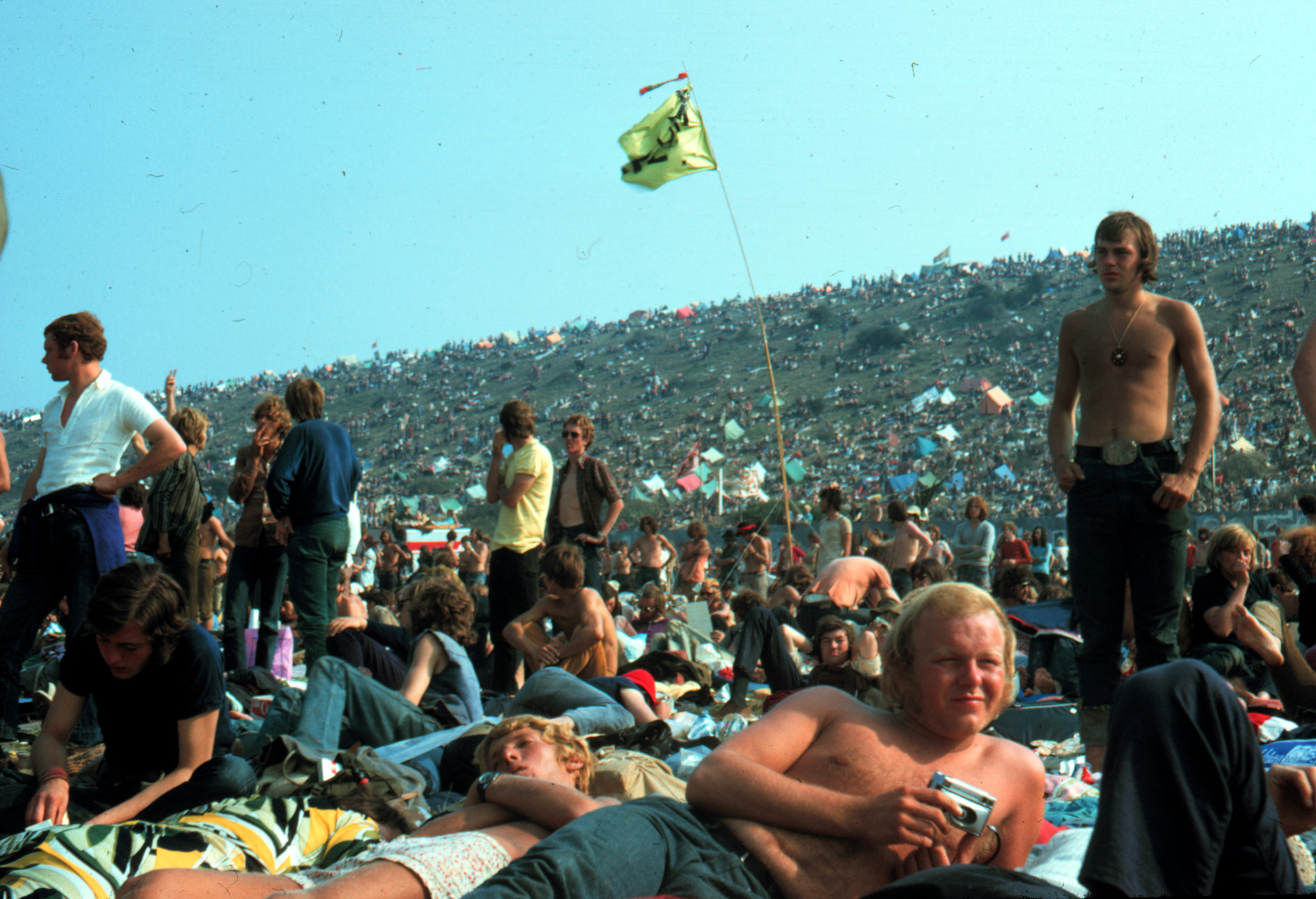
Blick vom Festival auf die umgebenden Dünenkämme

Das mit Abstand größte und sicherlich auch chaotischste Isle of Wight Festival war das von 1970. Es fand vom 26. bis zum 30. August auf dem Gelände der East Afton Farm statt und profitierte vermutlich von den Informationen über das damals bereits legendäre Woodstock-Festival im Jahr zuvor. Im Guinness-Buch der Rekorde wurde geschätzt, dass zwischen 600.000 und 700.000 Menschen an dem Festival von 1970 teilnahmen. Genaue Zahlen liegen jedoch nicht vor, da das Festival-Gelände so gelegen war, dass auch nicht-zahlende Zuschauer das Musikprogramm von den unmittelbar neben dem durch einen Doppelzaun abgetrennten Areal gelegenen Dünenkämmen aus noch leidlich verfolgen konnten. Trotzdem geht man aufgrund der damals zusätzlich verkauften Fährpassagen zur Insel davon aus, dass das IoW-Festival 1970 das vielleicht bestbesuchte Festival in der Geschichte der Rock-Musik gewesen sein könnte.
Das Festival wurde zeitweise von Zuschauern aus der sogenannten Desolation Row (das Gelände unmittelbar hinter dem doppelten Sichtschutzzaun) gestört, die verlangten, die Veranstaltung zu einem free festival mit Gratis-Einlass zu erklären. Die Veranstalter beharrten jedoch auf dem Eintrittspreis von 3 Pfund, da sie zu diesem Zeitpunkt die abzudeckenden Kosten „(point of break even)“ noch nicht eingenommen hatten. Besonders im Dokumentarfilm Message to Love (1997) des Amerikaners Murray Lerner werden diese Ereignisse ausführlich thematisiert, auch wenn sie von der überwiegenden Mehrheit der Festivalbesucher nicht wahrgenommen wurden. In seinem 2016 erschienenen Buch The Last Great Event – with Jimi Hendrix & Jim Morrison kritisiert Veranstalter Ray Foulk wiederholt die von Lerner erst 27 Jahre später „manipulierte Sichtweise“ auf das Geschehen.
Erst am letzten Tag wurden die Kassen geschlossen und freier Einlass für alle gewährt. Moderator Ricky Farr, ein Bruder von Gary Farr, bat von der Bühne aus um Friedfertigkeit und darum, die Zäune nicht weiter zu zerstören. Er sprach bereits zu diesem Zeitpunkt von einem finanziellen Fiasko. Die einzige Gruppe, die vor Ort war, aber wegen mehrfacher Verzögerungen letztendlich nicht auftreten konnte, war Mungo Jerry. Neben dem offiziellen Festival fand eine Alternativ-Veranstaltung mit den Bands Hawkwind und Pink Fairies statt.
Das offizielle Festival-Programm lautete:
- 26. August 1970

Judas Jump, Kathy Smith, Rosalie Sorrels, David Bromberg, Redbone, Kris Kristofferson, Mighty Baby
- 27. August 1970

Gary Farr, Supertramp, Andy Roberts Everyone, Howl, Black Widow, Groundhogs, Terry Reid, Gilberto Gil
- 28. August 1970

Fairfield Parlour, Arrival, Lighthouse, Taste, Tony Joe White, Chicago, Family, Procol Harum, The Voices of East Harlem, Cactus
- 29. August 1970

John B. Sebastian, Shawn Phillips, Lighthouse, Joni Mitchell, Tiny Tim, Miles Davis, Ten Years After, Emerson, Lake and Palmer, The Doors, The Who, Sly & the Family Stone,
Melanie
- 30. August 1970

Good News, Kris Kristofferson, Ralph McTell, Heaven, Free, Donovan, Pentangle, The Moody Blues, Jethro Tull, Jimi Hendrix, Joan Baez, Leonard Cohen, Richie Havens

## Isle of Wight(Rock Island)Festival 2002
Nach 32 Jahren Pause wurde das Festival im Jahre 2002 wiederbelebt, zunächst noch unter dem Namen Rock Island. Es findet mittlerweile im Seaclose Park außerhalb von Newport statt. Das jetzige Festivalgelände hat nichts mehr mit der früheren Lokalität zu tun.
- 3. Juni 2002:

The Charlatans, Robert Plant (Strange Sensation), Ash, Starsailor, Hundred Reasons, The Coral, The Bees, Johnny 4, DNA Doll
Besucherzahl: 35.000

## Isle of Wight Festival 2003
- 14. Juni 2003:

Paul Weller, Iggy Pop, The Thrills, John Squire, The Cooper Temple Clause, Starsailor, The Burn
- 15. Juni 2003:

Bryan Adams, Jimmy's Big Fish, The Raveonettes, Hell Is for Heroes, The Darkness, Counting Crows, The Basement
Besucherzahl: 35.000

## Isle of Wight Festival 2004
- 11. Juni 2004:

The Duke Spirit, Gruff, Groove Armada, Super Furry Animals, Stereophonics, 22-20s
- 12. Juni 2004:

The Who, Steve Harley, Manic Street Preachers, Roger Daltrey, The Electric Soft Parade, Jet, British Sea Power, The Stands, Steve Harley & Cockney Rebel, Hawksley Workman, The Leah Wood Group, Meninos
- 13. Juni 2004:

The Charlatans, Suzanne Vega, The Delays, David Bowie, The Libertines, Snow Patrol, Alfie Jerry Fish & the Mudbug Club, Countermine, Meninos
Besucherzahl: 35.000

## Isle of Wight Festival 2005
- 10. Juni 2005:

Faithless, Razorlight, Supergrass, Idlewild, The Black Velvets, The Mighty Roars, Gilles Peterson, Earl Zinger, Bugz in the Attic, Unabombers, The Strongbow Rooms, The Bees, Max Sedgley, Rob Da Bank
- 11. Juni 2005:

Travis, Roxy Music, Feeder, Goldie Lookin Chain, Babyshambles, Ray Davies, Nine Black Alps, Tara Blaise, Jackson Analogue, Jacques Lu Cont, Rob N Tug, Greg Wilson, Sean Rowley, Trojan Sound System, Nuphonic DJs, Yousef, The Glimmer, Kid Carpet, Annie Mac, Rob Da Bank, Kris Bones
- 12. Juni 2005:

R.E.M., Snow Patrol, Embrace, Starsailor, The Magic Numbers, The Subways, Caravan, Countermine, Kate Aumonier, Norman Jay, Rob N Tug, Greg Wilson, Sean Rowley, Trojan Sound System, Nuphonic DJs, Mutiny, Justin Robertson, Barry Ashworth (Dub Pistols), Bent, Radioslave, Kris Bones
Besucherzahl: 50.000

## Isle of Wight Festival 2006
- 9. Juni 2006:

The Prodigy, Placebo, Goldfrapp, The Rakes, Morning Runner
- 10. Juni 2006:

Foo Fighters, Primal Scream, Editors, Dirty Pretty Things, The Kooks, The Proclaimers, The Upper Room, Suzanne Vega, 747s, The On Offs
- 11. Juni 2006:

Coldplay, Richard Ashcroft, Lou Reed, Maxïmo Park, Kubb, Procol Harum, Marjorie Fair, CatHead, Skyline Heroes
Besucherzahl: 60.000

## Isle of Wight Festival 2007
- 8. Juni 2007:

Snow Patrol, Groove Armada, The Feeling, Echo & the Bunnymen, KOOPA
- 9. Juni 2007:

Muse, Kasabian, Ash, Wolfmother, Amy Winehouse, Arno Carstens, Carbon Silicon
- 10. Juni 2007:

Rolling Stones, Keane, The Fratellis, Paolo Nutini, James Morrison, Melanie C, Country Joe McDonald, The Hedrons

## Isle of Wight Festival 2008
Amy Macdonald, Andy LoRusso, Arno Carstens, Bjorn Again, Black Stone Cherry, Curved Air, David A. Stewart, Delays, DJ Rusty Egan, Feeder, Florence k, Gundogs, Gweido, Joanne Hogg, Ian Brown, Ida Maria, Iggy & the Stooges, Jackson Analogue, James, Joe Lean & The Jing Jang Jong, Kaiser Chiefs, Kate Nash, Kosmik Debris, KT Tunstall, Laura Critchley, Liam Gerner, N.E.R.D, New Young Pony Club, Newton Faulkner, One Night Only, Paul 'Spot' Newsome, Proximity Effect, Scars on 45, Scouting for Girls, Sex Pistols, Sondura, Sophie Delilah, Starsailor, Stone Gods, Sugababes, Suspiciously Elvis, The Answer, The Arcadian Kicks, The Australian Pink Floyd Show, The Cribs, The Duke Spirit, The Enemy, The Hoosiers, The Kooks, The Music, The Police, The Stranglers, The Wombats, The Zutons, We See Lights, Wills & The Willing

## Isle of Wight Festival 2009
Alesha Dixon, Arno Carstens, Bananarama, Basement Jaxx, Beverley Knight, Black Lips, Calvin Harris, Dance for Burgess, Deborah Hodgson, DJ Rusty Egan, Eddi Reader, Florence Rawlings, Goldie Lookin Chain, Gweido, Hatcham Social, Iglu & Hartly, Jessie Evans, Killing Joke, Ladyhawke, Majortones, Maxïmo Park, McFly, Mercury Rev, Neil Young, Noisettes, Papa Do Plenty, Pendulum, Pixie Lott, Pixies, Poppy and the Jezebels, Razorlight, S.C.U.M, Sharon Corr, Simple Minds, Sneaky Sound System, Stereophonics, The Arcadian Kicks, The Australian Pink Floyd Show, The Brilliant Things, The Charlatans, The Complete Stone Roses, The Horrors, The Human League, The Maccabees, The Magnets, The Operators, The Pains of Being Pure at Heart, The Pigeon Detectives, The Prodigy, The Rakes, The Rifles, The Rumble Strips, The Script, The She Set, The Ting Tings, The View, The Yeah You's, The Zombies, Tim Burgess and Rhys Webb, Ultravox, White Lies, Will Young

## Isle of Wight Festival 2010
Arno Carstens, Biffy Clyro, Blondie, Bombay Bicycle Club, Calvin Harris, Crowded House, Daisy Dares You, Detroit Social Club, Devendra Banhart, DJ Rusty Egan, Doves, Editors, Florence + the Machine, Friendly Fires, Hockey, I Blame Coco, James, Jay-Z, Juliette Lewis, La Roux, Little Boots, Local Natives, Marina and the Diamonds, Melanie, Mr Hudson, N-Dubz, Noah and the Whale, O.A.R, Ocean Colour Scene, Orbital, Paloma Faith, Paper Romance, Paul McCartney, Pink, Reef, Saint Jude, Semi Precious Weapons, Shakespears Sister, Spandau Ballet, Squeeze, Steve Harley & Cockney Rebel, Suzanne Vega, Suzi Quatro, The Alarm, The Arcadian Kicks, The Big Pink, The Bluebyrds, The Brilliant Things, The Coronas, The Courteeners, The Hold Steady, The Members, The Saturdays, The Strokes, Vampire Weekend, Waterburner, Wonderland

## Isle of Wight Festival 2011
- 10. Juni 2011:

Kings of Leon, Kaiser Chiefs, The Courteeners, Band of Horses, We Are Scientists, Big Country
- 11. Juni 2011:

Foo Fighters, Pulp, Iggy and the Stooges, Seasick Steve, Mike & the Mechanics, Hurts, Stornoway, Lissie, the Vecks
- 12. Juni 2011:

Kasabian, Beady Eye, The Script, Plan B, Pixie Lott, Two Door Cinema Club, James Walsh, Stu Collins, Jeff Beck

## Videos
- Isle Of Wight Festival 1970; ca. 137 Minuten; erschienen 1995. (Später wurde auch noch eine DVD unter dem Namen Message to Love – the Isle of Wight Festival – THE MOVIE [DD 5.1; Doku ca. 120 Minuten; Konzert ca. 90 Minuten] veröffentlicht.)
  - Jimi Hendrix Experience – Message to Love. The Who – Young Man Blues. Free – All Right Now. Taste – Sinner Boy. Tiny Tim – There’ll Always Be an England. John B. Sebastian – Red Eye Express. Ten Years After – Can’t Keep From Cryin’. The Doors – When the Music’s Over. The Moody Blues – Nights in White Satin. Kris Kristofferson – Me and Bobby McGee. Joni Mitchell – Woodstock, Big Yellow Taxi.
  - Miles Davis – Call It Anything. Leonard Cohen – Suzanne. Emerson, Lake and Palmer – Pictures at an Exhibition. Jimi Hendrix Experience – Machine Gun, Voodoo Child (Slight Return). Joan Baez – Let It Be. Jethro Tull – My Sunday Feeling. The Doors – The End. Jimi Hendrix Experience – Foxy Lady. The Who – Naked Eye.
  - Family – Weaver’s Answer. Taste – Gambling Blues. Emerson, Lake and Palmer – Blue Rondo à la Turk. Jimi Hendrix Experience – Purple Haze.
- The Who – Live at the Isle of Wight Festival 1970 (2000) 85 Minuten.
- Jimi Hendrix – Blue Wild Angel – Live at the Isle of Wight (2004) 154 Minuten.
- Jethro Tull – Nothing Is Easy: Live at the Isle of White 1970 (2005) 80 Minuten.
- Emerson Lake & Palmer – The Birth Of A Band – Isle of Wight Festival – Sat August 29th 1970 (2006) 67 Minuten.
- The Moody Blues – Threshold Of A Dream – Live at the Isle of Wight Festival 1970 (2009) 79 Minuten.
- The Doors – Live at the Isle of Wight Festival 1970 (2018) 84 Minuten
- Leonard Cohen: Live at the Isle of Wight 1970, Murray Lerner, USA 2009, 64 Min., DVD